# Museu de Maricel
El Museu de Maricel és un museu ubicat davant del Palau Maricel, a la Vila Vella de Sitges, concretament al carrer Fonollar, a primera línia de mar. Després de passar quatre anys tancat per obres, fou reobert el 22 de desembre de 2014.

## Continguts
L'any 1969 la Diputació de Barcelona comprà l'edifici de Maricel de Mar amb l'objectiu d'instal·lar-hi l'heterogènia col·lecció del doctor Jesús Pérez Rosales (Manila, 1896-Barcelona, 1989), reputat ginecòleg i apassionat col·leccionista. Un any més tard s'inaugurà oficialment el nou Museu Maricel.
Formada per més de tres mil peces de la més diversa procedència, la col·lecció inclou murals romànics (com el Pantocràtor de Santa Maria de Cap d’Aran, datat al segle xii), exemplars de pintura gòtica sobre taula (entre ells, dues peces del retaule de Sant Pere de Cubells, obrat per Pere Serra), talles i retaules renaixentistes, escultures modernistes i noucentistes de Josep Llimona (Desconsol), Enric Clarasó (Cap de nen plorant), Joan Rebull (Descans, L'Aurora o Gitaneta), Josep Clarà, Josep Cañas o Pablo Gargallo (La segadora), sis plafons en tela de Josep M. Sert al·legòrics de la Primera Guerra Mundial, així com nombrosos quadres, mobles, peces d'orfebreria litúrgica, ceràmiques i porcellanes.

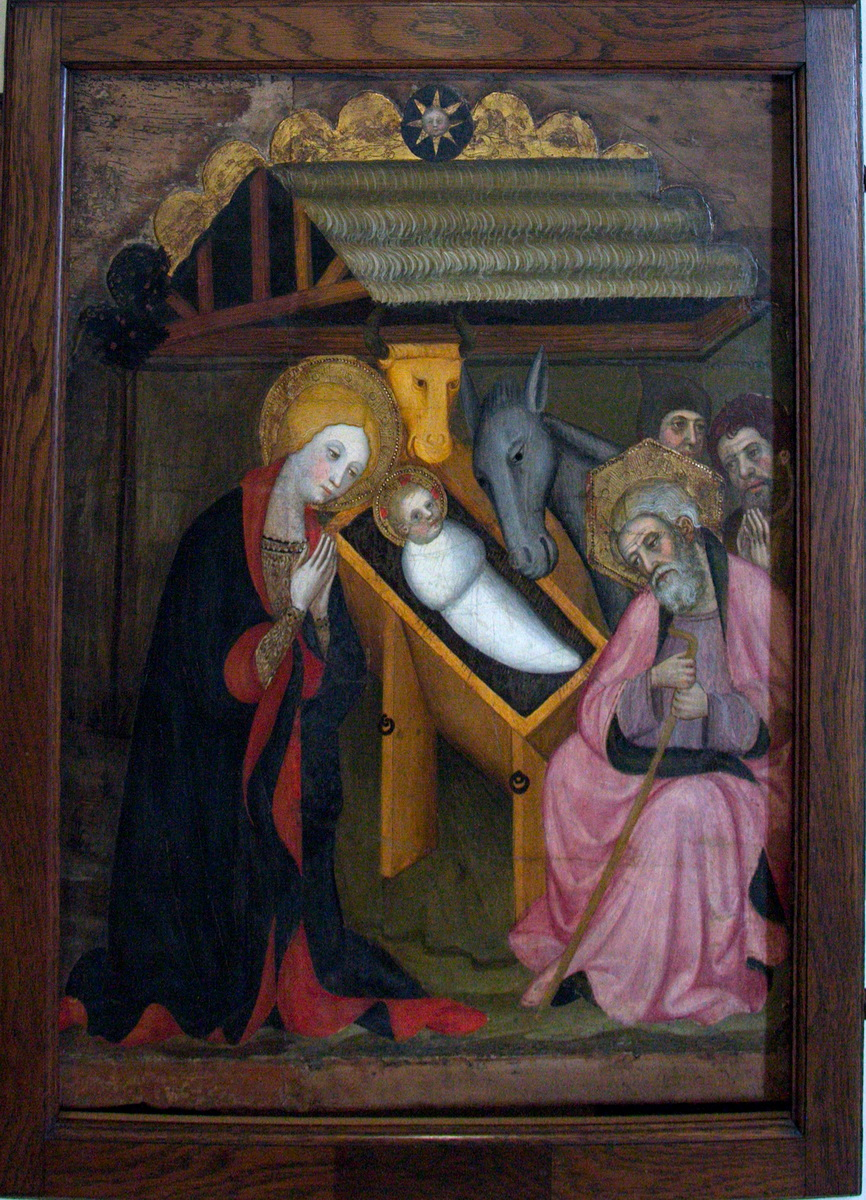
Pere Serra. Taula de la Nativitat, procedent d'un retaule de l'església de Sant Pere de Cubells, c. 1400

Des de l'any 1995 el Museu Maricel allotja també la Col·lecció d'Art de la vila de Sitges que ocupa diverses sales del segon pis. En elles es poden veure una cinquantena d'obres d'artistes sitgetans dels segles xix i xx i d'altres que estigueren molt vinculats a la vila en aquest mateix període.
Aquest fons d'art permet al visitant fer un suggerent recorregut per les dues darreres centúries de la pintura catalana, des de Joaquim Espalter i Rull (nascut a Sitges el 1809) fins a Pere Pruna (que passà aquí llargues temporades durant els anys 1940 i 1950).
L'Escola Luminista de Sitges, que feu de pont entre Marià Fortuny i els modernistes, hi és representada a bastament, amb peces de Felip Masó (entre elles, l'emblemàtica Processó de Sant Bartomeu), Joaquim de Miró (La recol·lecció de la malvasia), Josep Batlle i Amell, Arcadi Mas i Fondevila (La processó de Corpus a Sitges), Joan Roig i Soler i Antoni Almirall.
També hi ha diverses obres de Santiago Rusiñol, entre les quals destaquen Capvespre, pintat a Biniaraix (Mallorca), i els retrats dels sitgetans Salvador Robert, Pere Forment i Lluís Magrans.
És de Ramon Casas l'excepcional Retrat de Charles Deering, el personatge que a principis del segle xx va promoure la construcció del conjunt Maricel.
La Maternitat del sitgetà Joaquim Sunyer obre la sala dedicada al Noucentisme, on també es poden veure teles i dibuixos d'Agustí Ferrer i Pino, Josep Vidal i Josep M. LLopis de Casades, entre d'altres. La mostra es completa amb peces d'Artur Carbonell (Nena de dol), Guillem Bergnes (Roques de Sant Sebastià), Alfred Sisquella i el ja esmentat Pere Pruna.
Annexa a la Col·lecció d'Art de la vila de Sitges es troba la Col·lecció de Marineria d'Emerencià Roig i Raventós (Sitges,1881-Barcelona, 1935), donada pel seu germà a l'Ajuntament de Sitges. Roig fou un important especialista en temes marítims i autor de llibres com La pesca a Catalunya (1926), La marina catalana del vuit-cents (1929) i Sitges dels nostres avis (1934).
La col·lecció és formada per un variat conjunt de maquetes i miniatures de vaixells, dibuixos i gravats, mapes, instruments nàutics (sextants, brúixoles, etc.) i ormeigs de pesca (nanses, palangres, hams, agulles per reparar xarxes, etc.) que antigament eren utilitzats pels pescadors al llarg del litoral català. Aquesta col·lecció no es mostra actualment i serà reinstal·lada aviat en una altra seu dels Museus de Sitges.

## Obres rellevants
- Joaquim Sunyer - Maternitat
- Santiago Rusiñol - Tirano, En Pere Cuca i Malavida

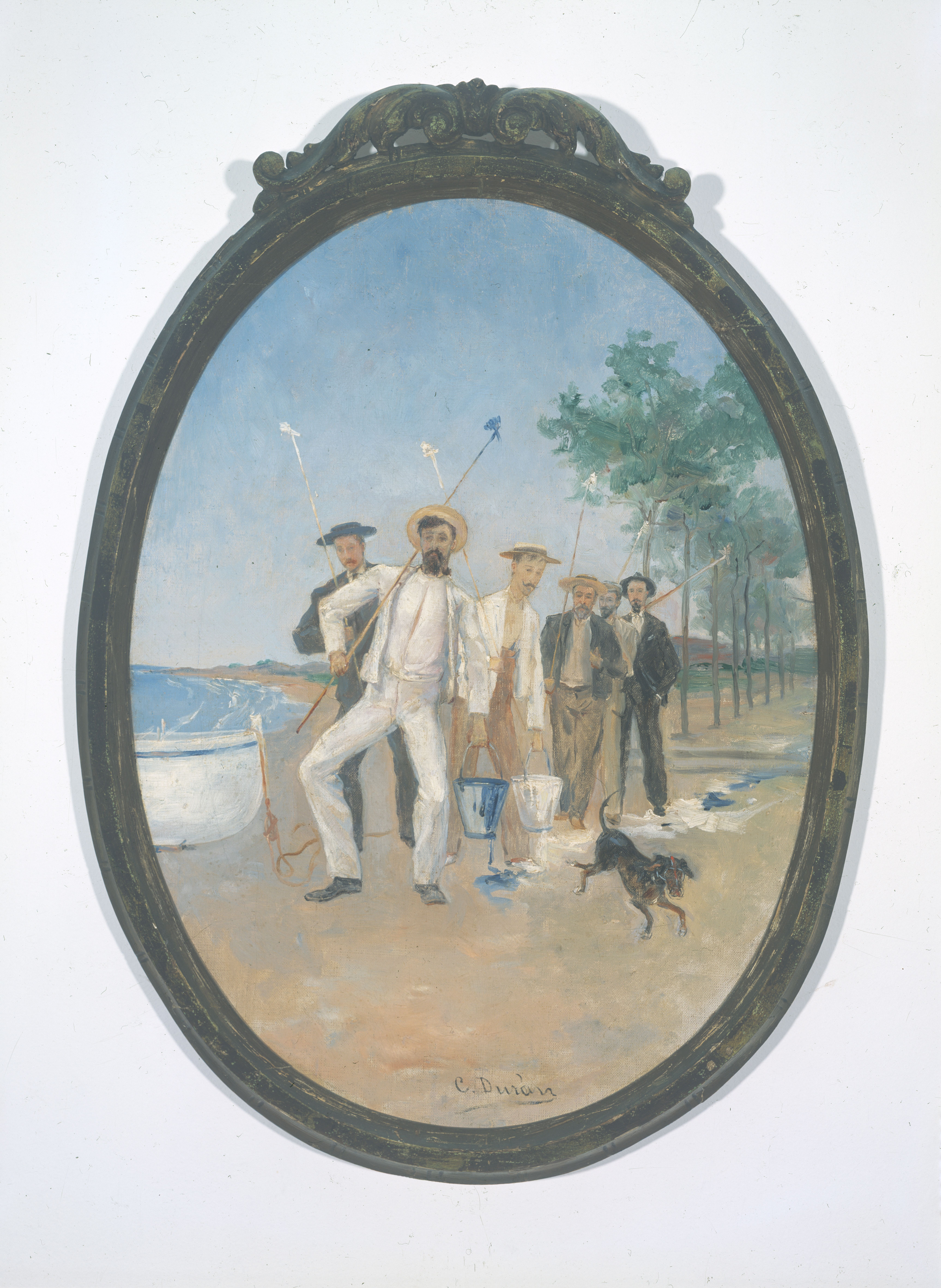
Càndid Duran. Els Pintamones, 1895

- Pere Serra - Naixement de Jesús Càndid Duran. Els Pintamones, 1895
- Josep Llimona - Desconsol
- Càndid Duran - Els pintamones